# Dolná Lehota
Dolná Lehota és un poble i municipi d'Eslovàquia. Es troba a la regió de Banská Bystrica.

## Història
La primera menció escrita de la vila es remunta al 1358.

## Demografia
| Godina             | 1994 | 2004   | 2014   | 2024   |
| ------------------ | ---- | ------ | ------ | ------ |
| Nombre de persones | 720  | 712    | 764    | 688    |
| Diferència         |      | −1,11% | +7,30% | −9,94% |

| Godina             | 2023 | 2024   |
| ------------------ | ---- | ------ |
| Nombre de persones | 692  | 688    |
| Diferència         |      | −0,57% |